# (162166) Mantsch
(162166) Mantsch est un astéroïde de la ceinture principale.

## Description
(162166) Mantsch est un astéroïde de la ceinture principale. Il fut découvert le 20 mars 1999 à l'observatoire d'Apache Point par le programme Sloan Digital Sky Survey. Il présente une orbite caractérisée par un demi-grand axe de 2,33 UA, une excentricité de 0,08 et une inclinaison de 10,5° par rapport à l'écliptique.

## Compléments